# Psilocephala quadrimaculata
Psilocephala quadrimaculata är en tvåvingeart som beskrevs av Krober 1911. Psilocephala quadrimaculata ingår i släktet Psilocephala och familjen stilettflugor.
Artens utbredningsområde är Venezuela. Inga underarter finns listade i Catalogue of Life.